# Список епізодів серіалу «Зоряний шлях: Вояжер»

У даному переліку представлено список епізодів четвертого серіалу Зоряного шляху — «Вояжер» (також інколи «Вояджер»). Прем'єра відбулася 16 січня 1995 року двогодинним епізодом «Опікун». Показ завершився 6 серпня 2001 року двогодинним епізодом «Кінець гри».
Серіал «Вояжер» включає в себе 172 епізоди (2 — двогодинні), показаних за 7 сезонів. Чотири епізоди «Вояджера» («Доглядач», «Темна межа», «Плоть і кров» та «Кінець гри») спочатку виходили в ефір як двогодинні презентації, але згодом для повторного показу були перероблені в подвійні одногодинні епізоди. Епізоди перераховані в хронологічному порядку з датою прем'єрного показу.
Сезон 1 (1995)
| № п/п | № в сезоні | Назва                                 | Режисер                        | Сценарист                                                         | Оригінальний показ | Глядачів у США (млн) |
| ----- | ---------- | ------------------------------------- | ------------------------------ | ----------------------------------------------------------------- | ------------------ | -------------------- |
| 1—2   | 1—2        | «Caretaker» «Опікун»                  | Вінріх Колбе                   | Рік Берман, Майкл Піллер, Джері Тейлор                            | 16 січня 1995      | 21.3                 |
| 3     | 3          | «Parallax» «Паралакс»                 | Кім Фріман                     | Джим Тромбетта, Бреннон Брага                                     | 23 січня 1995      | 14.6                 |
| 4     | 4          | «Time and Again» «Знову й знову»      | Лес Ландау                     | Майкл Піллер, Девід Кемпер                                        | 30 січня 1995      | 13.9                 |
| 5     | 5          | «Phage» «Фаг»                         | Вінріх Колбе                   | Тімоті де Гаас, Скай Дент, Бреннон Брага                          | 6 лютого 1995      | 13.5                 |
| 6     | 6          | «The Cloud» «Хмара»                   | Девід                          | Браннон Брага, Том Шоллосі, Майкл Піллер                          | 13 лютого 1995     | 11.2                 |
| 7     | 7          | «Eye of the Needle» «Вушко голки»     | Вінріх Колбе                   | Хіларі Дж. Бадер, Білл Діал, Джері Тейлор                         | 20 лютого 1995     | 12.1                 |
| 8     | 8          | «Ex Post Facto» «Екс-постфактум»      | Левар Бартон                   | Еван Карлос Сомерс, Майкл Піллер                                  | 27 лютого 1995     | 11.8                 |
| 9     | 9          | «Emanations» «Еманації»               | Девід Лівінгстон               | Браннон Брага                                                     | 13 березня 1995    | 10.3                 |
| 10    | 10         | «Prime Factors» «Головний фактор»     | Лес Ландау                     | Девід Р. Джордж III, Ерік А. Стілвелл Майкл Перріконе Грег Елліот | 20 березня 1995    | 11.0                 |
| 11    | 11         | «State of Flux» «Стан потоку»         | Роберт Шерер                   | Пол Роберт Койл, Кріс Абботт                                      | 10 квітня 1995     | 10.3                 |
| 12    | 12         | «Heroes and Demons» «Герої та демони» | Лес Ландау                     | Нарен Шанкар                                                      | 24 квітня 1995     | 11.5                 |
| 13    | 13         | «Cathexis» «Катексіс»                 | Кім Фрідман                    | Браннон Брага, Джо Меноскі                                        | 1 травня 1995      | 10.0                 |
| 14    | 14         | «Faces» «Лиця»                        | Вінріх Колбе                   | Джонатан Гласснер                                                 | 8 травня 1995      | 8.7                  |
| 15    | 15         | «Jetrel» «Джетрел»                    | Джеймс Торнтон, Скотт Німерфро | Джек Клейн, Карен Клейн, Кеннет Біллер,                           | 15 травня 1995     | 8.2                  |
| 16    | 16         | «Learning Curve» «Вивчення кривої»    | Девід Лівінгстон               | Рональд Вілкерсон, Жан Луїс Маттіас                               | 22 травня 1995     | 10.9                 |

Сезон 2 (1995—1996)
| № п/п | № в сезоні | Назва                                        | Режисер           | Сценарист                                         | Оригінальний показ | Глядачів у США (млн) |
| ----- | ---------- | -------------------------------------------- | ----------------- | ------------------------------------------------- | ------------------ | -------------------- |
| 1     | 17         | «The 37's» «Тридцять сьомі»                  | Джеймс Л. Конвей  | Джері Тейлор, Браннон Брага                       | 28 серпня 1995     | 7.5                  |
| 2     | 18         | «Initiations» «Ініціативи»                   | Вінріх Колбе      | Кеннет Біллер                                     | 4 вересня 1995     | 5.9                  |
| 3     | 19         | «Projections» «Проєкції»                     | Джонатан Фрейкс   | Браннон Брага                                     | 11 вересня 1995    | 6.1                  |
| 4     | 20         | «Elogium» «Елогіум»                          | Вінріх Колбе      | Джіммі Діггс, Стів Дж. Кей                        | 18 вересня 1995    | 5.7                  |
| 5     | 21         | «Non Sequitur» «Нелогічний висновок»         | Девід Лівінгстон  | Браннон Брага                                     | 25 вересня 1995    | 6.0                  |
| 6     | 22         | «Twisted» «Спотворений»                      | Кім Фрідман       | Арнольд Рудник, Річ Госек                         | 2 жовтня 1995      | 5.6                  |
| 7     | 23         | «Parturition» «Пологи»                       | Джонатан Фрейкс   | Том Шоллосі                                       | 9 жовтня 1995      | 5.9                  |
| 8     | 24         | «Persistence of Vision» «Нав'язливі видіння» | Джеймс Л. Конвей  | Джері Тейлор                                      | 30 жовтня 1995     | 6.1                  |
| 9     | 25         | «Tattoo» «Татуювання»                        | Александер Сінгер | Ларрі Броді, Майкл Піллер                         | 6 листопада 1995   | 5.8                  |
| 10    | 26         | «Cold Fire» «Холодне полум'я»                | Кліфф Бол         | Ентоні Вільямс, Браннон Брага                     | 13 листопада 1995  | 6.0                  |
| 11    | 27         | «Maneuvers» «Маневри»                        | Девід Лівінгстон  | Кеннет Біллер                                     | 20 листопада 1995  | 5.4                  |
| 12    | 28         | «Resistance» «Опір»                          | Вінріх Колбе      | Майкл Ян Фрідман, Кевін Дж. Райан, Ліза Клінк     | 27 листопада 1995  | 5.9                  |
| 13    | 29         | «Prototype» «Прототип»                       | Джонатан Фрейкс   | Ніколас Кореа                                     | 15 січня 1996      | 4.9                  |
| 14    | 30         | «Alliances» «Альянси»                        | Лес Ландау        | Джері Тейлор                                      | 22 січня 1996      | 6.2                  |
| 15    | 31         | «Threshold» «Поріг»                          | Александер Сінгер | Майкл Де Лука, Браннон Брага                      | 29 січня 1996      | 9.7                  |
| 16    | 32         | «Meld» «Злиття розумів»                      | Кліфф Бол         | Майкл Суссман, Майкл Піллер                       | 5 лютого 1996      | 5.1                  |
| 17    | 33         | «Dreadnought» «Дредноут»                     | Левар Бартон      | Гері Голланд                                      | 12 лютого 1996     | 6.0                  |
| 18    | 34         | «Death Wish» «Смертельне бажання»            | Джеймс Л. Конвей  | Шон Піллер, Майкл Піллер                          | 19 лютого 1996     | 6.8                  |
| 19    | 35         | «Lifesigns» «Ознаки життя»                   | Кліфф Бол         | Кеннет Біллер                                     | 26 лютого 1996     | 5.6                  |
| 20    | 36         | «Investigations» «Розслідування»             | Лес Ландау        | Джефф Шнауфер, Ед Бонд, Джері Тейлор              | 13 березня 1996    | 4.9                  |
| 21    | 37         | «Deadlock» «Тупик»                           | Девід Лівінгстон  | Браннон Брага, Денніс Маккартні                   | 18 березня 1996    | 5.8                  |
| 22    | 38         | «Innocence» «Невинність»                     | Джеймс Л. Конвей  | Ентоні Вільямс, Ліза Клінк                        | 8 квітня 1996      | 5.1                  |
| 23    | 39         | «The Thaw» «Розмороження»                    | Марвін В. Раш     | Річард Ґадас, Джо Меноскі                         | 29 квітня 1996     | 5.1                  |
| 24    | 40         | «Tuvix» «Тувікс»                             | Кліфф Бол         | Ендрю Шеппард Прайс, Марк Ґаберман, Кеннет Біллер | 6 травня 1996      | 5.0                  |
| 25    | 42         | «Resolutions» «Рішення»                      | Александер Сінгер | Джері Тейлор                                      | 13 травня 1996     | 4.5                  |
| 26    | 43         | «Basics, Part I» «Основи-1»                  | Вінріх Колбе      | Майкл Піллер                                      | 20 травня 1996     | 4.9                  |

Сезон 3 (1996—1997)
| № п/п | № в сезоні | Назва                                           | Режисер                  | Сценарист                                           | Оригінальний показ | Глядачів у США (млн) |
| ----- | ---------- | ----------------------------------------------- | ------------------------ | --------------------------------------------------- | ------------------ | -------------------- |
| 1     | 44         | «Basics, Part II» «Основи-2»                    | Вінріх Колбе             | Майкл Піллер                                        | 28 серпня 1996     | 5.9                  |
| 2     | 45         | «Flashback» «Флешбек»                           | Девід Лівінгстон         | Браннон Брага                                       | 11 вересня 1996    | 5.2                  |
| 3     | 46         | «The Chute» «Блазень»                           | Лес Ландау               | Клейвон К. Харріс, Кеннет Біллер                    | 18 вересня 1996    | 4.3                  |
| 4     | 47         | «The Swarm» «Рій»                               | Александер Сінгер        | Майк Суссман                                        | 25 вересня 1996    | 5.1                  |
| 5     | 48         | «False Profits» «Неправдивий прибуток»          | Кліфф Бол                | Джордж А. Брозак; Джо Меноскі                       | 2 жовтня 1996      | 4.3                  |
| 6     | 49         | «Remember» «Пам'ятай»                           | Вінріх Колбе             | Браннон Брага, Джо Меноскі                          | 9 жовтня 1996      | 4.7                  |
| 7     | 50         | «Sacred Ground» «Священна земля»                | Роберт Дункан Макнейл    | Гео Камерон, Ліза Клінк                             | 30 жовтня 1996     | 4.6                  |
| 8     | 51         | «Future’s End, Part I» «Кінець майбутнього-I»   | Девід Лівінгстон         | Браннон Брага, Джо Меноскі                          | 6 листопада 1996   | 5.6                  |
| 9     | 52         | «Future’s End, Part II» «Кінець майбутнього-II» | Кліфф Бол                | Браннон Брага, Джо Меноскі                          | 13 листопада 1996  | 5.8                  |
| 10    | 53         | «Warlord» «Воєначальник»                        | Девід Лівінгстон         | Ендрю Шепард Прайс, Марк Габерман, Ліза Клінк       | 20 листопада 1996  | 4.7                  |
| 11    | 54         | «The Q and the Grey» «К'ю та Грей»              | Кліфф Бол                | Шон Піллер, Кеннет Біллер                           | 27 листопада 1996  | 4.7                  |
| 12    | 55         | «Macrocosm» «Макрокосм»                         | Александр Зінгер         | Бреннон Брага                                       | 11 грудня 1996     | 4.9                  |
| 13    | 56         | «Fair Trade» «Справедлива торгівля»             | Хесус Салвадор Тревіньйо | Рональд Вілкерсон, Жан Луїз Маттіас, Андре Борманіс | 8 січня 1997       | 4.2                  |
| 14    | 57         | «Alter Ego» «Альтер его»                        | Роберт Пікардо           | Джо Меноскі                                         | 15 січня 1997      | 4.8                  |
| 15    | 58         | «Coda» «Кода»                                   | Ненсі Мелоун             | Джері Тейлор                                        | 29 січня 1997      | 4.6                  |
| 16    | 59         | «Blood Fever» «Почуттєва лихоманка»             | Ендрю Робінсон           | Ліза Клінк                                          | 5 лютого 1997      | 4.6                  |
| 17    | 60         | «Unity» «Єдинство»                              | Роберт Данкан Макніл     | Кеннет Біллер                                       | 12 лютого 1997     | 5.4                  |
| 18    | 61         | «Darkling» «Темна сторона»                      | Александер Сінгер        | Браннон Брага, Джо Меноскі                          | 19 лютого 1997     | 4.3                  |
| 19    | 62         | «Rise» «Підйом»                                 | Роберт Шерер             | Браннон Брага, Джиммі Діггс                         | 26 лютого 1997     | 4.6                  |
| 20    | 63         | «Favorite Son» «Улюблений син»                  | Марвін В. Раш            | Ліза Клінк                                          | 19 березня 1997    | 4.4                  |
| 21    | 64         | «Before and After» «До і після»                 | Аллан Крокер             | Кеннет Біллер                                       | 9 квітня 1997      | 4.5                  |
| 22    | 65         | «Real Life» «Справжнє життя»                    | Енсон Вільямс            | Гаррі Клоор, Джері Тейлор                           | 23 квітня 1997     | 4.5                  |
| 23    | 66         | «Distant Origin» «Віддалене походження»         | Девід Лівінгстон         | Браннон Брага, Джо Меноскі                          | 30 квітня 1997     | 4.4                  |
| 24    | 67         | «Displaced» «Переміщені»                        | Аллан Крокер             | Ліза Клінк                                          | 7 травня 1997      | 4.0                  |
| 25    | 68         | «Worst Case Scenario» «Найгірший сценарій»      | Александер Сінгер        | Кеннет Біллер                                       | 14 травня 1997     | 4.7                  |
| 26    | 69         | «Scorpion, Part I» «Скорпіон-1»                 | Девід Лівінгстон         | Браннон Брага, Джо Меноскі                          | 21 травня 1997     | 5.6                  |

Сезон 4 (1997—1998)
| № п/п | № в сезоні | Назва                                      | Режисер                   | Сценарист                                                   | Оригінальний показ | Глядачів у США (млн) |
| ----- | ---------- | ------------------------------------------ | ------------------------- | ----------------------------------------------------------- | ------------------ | -------------------- |
| 1     | 70         | «Scorpion, Part II» «Скорпіон-2»           | Вінріх Колбе              | Браннон Брага, Джо Меноскі                                  | 3 вересня 1997     | 6.5                  |
| 2     | 71         | «The Gift» «Подарунок»                     | Ансон Вільямс             | Джо Меноскі                                                 | 10 вересня 1997    | 5.6                  |
| 3     | 72         | «Day of Honor» «День честі»                | Хесус Сальвадор Тревіньо  | Джері Тейлор                                                | 17 вересня 1997    | 4.5                  |
| 4     | 73         | «Немезиди» «Nemesis»                       | Александер Сінгер         | Кеннет Біллер                                               | 24 вересня 1997    | 4.5                  |
| 5     | 74         | «Revulsion» «Відраза»                      | Кеннет Біллер             | Ліза Клінк                                                  | 1 жовтня 1997      | 5.0                  |
| 6     | 75         | «The Raven» «Ворон»                        | Левар Бартон              | Браян Фуллер, Гаррі "Док" Клоор                             | 8 жовтня 1997      | 4.8                  |
| 7     | 76         | «Scientific Method» «Науковий метод»       | Девід Лівінгстон          | Шеррі Клейн, Гаррі "Док" Клоор, Ліза Клінк                  | 29 жовтня 1997     | 4.6                  |
| 8     | 77         | «Year of Hell, Part I» «Пекельний рік-1»   | Аллан Крокер              | Браннон Брага, Джо Меноскі                                  | 5 листопада 1997   | 5.2                  |
| 9     | 78         | «Year of Hell, Part II» «Пекельний рік-2»  | Майкл Вежар               | Браннон Брага, Джо Меноскі                                  | 12 листопада 1997  | 5.2                  |
| 10    | 79         | «Random Thoughts» «Випадкові думки»        | Александер Сінгер         | Кеннет Біллер                                               | 19 листопада 1997  | 5.2                  |
| 11    | 80         | «Concerning Flight» «Вільний політ»        | Хесус Сальвадор Тревіньйо | Джіммі Діггс, Джо Меноскі                                   | 26 листопада 1997  | 4.1                  |
| 12    | 81         | «Mortal Coil» «Смертельний оберт»          | Аллан Крокер              | Браян Фуллер                                                | 17 грудня 1997     | 3.9                  |
| 13    | 82         | «Waking Moments» «Моменти пробудження»     | Александер Сінгер         | Андре Борманіс                                              | 14 січня 1998      | 3.7                  |
| 14    | 83         | «Message in a Bottle» «Послання у пляшці»  | Ненсі Мелоун              | Рік Вільямс, Ліса Клінк                                     | 21 січня 1998      | 4.2                  |
| 15    | 84         | «Hunters» «Мисливці»                       | Девід Лівінгстон          | Джері Тейлор                                                | 11 лютого 1998     | 3.8                  |
| 16    | 85         | «Prey» «Здобич»                            | Аллан Істман              | Браннон Брага                                               | 18 лютого 1998     | 3.8                  |
| 17    | 86         | «Retrospect» «Ретроспектива»               | Хесус Салвадор Тревіньйо  | Марк Габерман, Ендрю Шепард Прайс, Браян Фуллер, Ліса Клінк | 25 лютого 1998     | 4.2                  |
| 18    | 87         | «The Killing Game, Part I» «Вбивча гра-1»  | Девід Лівінгстон          | Браннон Брага, Джо Меноскі                                  | 4 березня 1998     | 4.3                  |
| 19    | 88         | «The Killing Game, Part II» «Вбивча гра-2» | Девід Лівінгстон          | Браннон Брага, Джо Меноскі                                  | 4 березня 1998     | 4.3                  |
| 20    | 89         | «Vis à Vis» «Око за око»                   | Хесус Салвадор Тревіньйо  | Роберт Догерті                                              | 8 квітня 1998      | 3.1                  |
| 21    | 90         | «The Omega Directive» «Директива Омега»    | Віктор Лобл               | Джіммі Діггс, Стів Дж. Кей, Ліса Клінк                      | 15 квітня 1998     | 3.7                  |
| 22    | 91         | «Unforgettable» «Незабутнє»                | Ендрю Дж. Робінсон        | Грег Елліот, Майкл Перріконе                                | 22 квітня 1998     | 3.4                  |
| 23    | 92         | «Living Witness» «Живий свідок»            | Тім Расс                  | Браннон Брага, Брайан Фуллер, Джо Меноскі                   | 29 квітня 1998     | 3.9                  |
| 24    | 93         | «Demon» «Демон»                            | Ансон Вільямс             | Кеннет Біллер, Андре Борманіс                               | 6 травня 1998      | 3.8                  |
| 25    | 94         | «One» «Одна»                               | Кеннет Біллер             | Джері Тейлор                                                | 13 травня 1998     | 3.9                  |
| 26    | 95         | «Hope and Fear» «Надія і страх»            | Вінріх Колбе              | Рік Берман, Браннон Брага, Джо Меноскі                      | 20 травня 1998     | 4.1                  |

Сезон 5 (1998—1999)
| № п/п | № в сезоні | Назва                                                | Режисер              | Сценарист                                                   | Оригінальний показ | Глядачів у США (млн) |
| ----- | ---------- | ---------------------------------------------------- | -------------------- | ----------------------------------------------------------- | ------------------ | -------------------- |
| 1     | 96         | «Night» «Ніч»                                        | Девід Лівінгстон     | Браннон Брага, Джо Меноскі                                  | 14 жовтня 1998     | 3.7                  |
| 2     | 97         | «Drone» «Дрон»                                       | Лес Ландау           | Браннон Брага, Джо Меноскі, Браян Фуллер, Гаррі "Док" Клоор | 21 жовтня 1998     | 3.7                  |
| 3     | 98         | «Extreme Risk» «Екстремальний ризик»                 | Кліфф Бол            | Кеннет Біллер                                               | 28 жовтня 1998     | 3.6                  |
| 4     | 99         | «In the Flesh» «В плоті»                             | Девід Лівінгстон     | Нік Саган                                                   | 4 листопада 1999   | 4.2                  |
| 5     | 100        | «Once Upon a Time» «Одного разу»                     | Джон Т. Кречмер      | Майкл Тейлор                                                | 11 листопада 1998  | 3.8                  |
| 6     | 101        | «Timeless» «Безчасся»                                | Лес Ландау           | Рік Берман, Бреннон Брага, Джо Меноскі                      | 18 листопада 1998  | 4.3                  |
| 7     | 102        | «Infinite Regress» «Нескінченний регрес»             | Девід Лівінгстон     | Роберт Дж. Догерті, Джиммі Діггс                            | 25 листопада 1998  | 3.3                  |
| 8     | 103        | «Nothing Human» «Нічого людського»                   | Девід Лівінгстон     | Джері Тейлор                                                | 2 грудня 1998      | 4.1                  |
| 9     | 104        | «Thirty Days» «Тридцять днів»                        | Вінріх Колбе         | Скотт Міллер, Кеннет Біллер                                 | 9 грудня 1998      | 4.2                  |
| 10    | 105        | «Counterpoint» «Контрапункт»                         | Ленс Ландау          | Майкл Тейлор                                                | 16 грудня 1998     | 11.9                 |
| 11    | 106        | «Latent Image» «Приховане зображення»                | Майк Веяр            | Ейлін Коннорс, Джо Меноскі                                  | 20 січня 1999      | 3.8                  |
| 12    | 107        | «Bride of Chaotica!» «Наречена Хаотики!»             | Аллан Крехер         | Браян Фуллер, Майкл Тейлор                                  | 27 січня 1999      | 4.0                  |
| 13    | 108        | «Gravity» «Гравітація»                               | Террі Вінделл        | Браян Фуллер, Джіммі Діггс, Нік Саган                       | 3 лютого 1999      | 4.0                  |
| 14    | 109        | «Bliss» «Блаженство»                                 | Кліфф Бол            | Білл Прейд, Роберт Дж. Догерті                              | 10 лютого 1999     | 3.9                  |
| 15    | 110        | «Темний рубіж, частина I» «Dark Frontier, Part. I»   | Кліфф Бол            | Джо Меноскі, Бреннон Брага                                  | 17 лютого 1999     | 4.7                  |
| 16    | 111        | «Dark Frontier, Part. II» «Темний рубіж, частина II» | Террі Вінделл        | Джо Меноскі, Бреннон Брага                                  | 17 лютого 1999     | 4.7                  |
| 17    | 112        | «The Disease» «Хвороба»                              | Девід Лівінгстон     | Кеннет Біллер; МайклТейлор                                  | 24 лютого 1999     | 3.4                  |
| 18    | 113        | «Course: Oblivion» «Курс: Забуття»                   | Енсон Вільямс        | Браян Фуллер; Нік Саган                                     | 3 березня 1999     | 3.7                  |
| 19    | 114        | «The Fight» «Боротьба»                               | Вінріх Колбе         | Майкл Тейлор, Джо Меноскі                                   | 24 березня 1999    | 2.9                  |
| 20    | 115        | «Think Tank» «Дослідницький центр»                   | Терренс Охара        | Рік Берман; Браннон Брага; Майкл Тейлор                     | 31 березня 1999    | 3.7                  |
| 21    | 116        | «Juggernaut» «Джаггернаут»                           | Аллан Крокер         | Браян Фуллер, Нік Саган, Кеннет Біллер                      | 26 квітня 1999     | 1.7                  |
| 22    | 117        | «Someone to Watch Over Me» «Той хто мене береже»     | Роберт Дункан Макніл | Кеннет Біллер; Бреннон Брага; Майкл Тейлор                  | 28 квітня 1999     | 3.4                  |
| 23    | 118        | «11:59»                                              | Девід Лівінгстон     | Браннон Брага; Джо Меноскі                                  | 5 травня 1999      | 3.2                  |
| 24    | 119        | «Relativity» «Відносність»                           | Аллан Істмен         | Нік Саган; Браян Фуллер; Майкл Тейлор                       | 12 травня 1999     | 3.3                  |
| 25    | 120        | «Warhead» «Боєголовка»                               | Девід Лівінгстон     | Браннон Брага; Джо Меноскі                                  | 19 травня 1999     | 3.3                  |
| 26    | 121        | ««Equinox», Part. I» «Рівнодення, частина 1»         | Девід Лівінгстон     | Браннон Брага, Джо Меноскі                                  | 26 травня 1999     | 3.2                  |

Сезон 6 (1992—1999)
| № п/п | № в сезоні | Назва                                                            | Режисер             | Сценарист                                        | Оригінальний показ | Глядачів у США (млн) |
| ----- | ---------- | ---------------------------------------------------------------- | ------------------- | ------------------------------------------------ | ------------------ | -------------------- |
| 1     | 122        | «Equinox, Part II» «Рівнодення, частина 2»                       | Девід Лівінгстон    | Браннон Брага, Джо Меноскі                       | 22 вересня 1999    | 3.8                  |
| 2     | 123        | «Survival Instinct» «Інстинкт виживання»                         | Террі Вінделл       | Рональд Д. Мур                                   | 29 вересня 1999    | 3.9                  |
| 3     | 124        | «Barge of the Dead» «Баржа мертвих»                              | Майк Вейяр          | Рональд Д. Мур; Браян Фуллер                     | 6 жовтня 1999      | 3.8                  |
| 4     | 125        | «Tinker, Tenor, Doctor, Spy» «І швець, і жнець, і на дуді грець» | Джон Бруно          | Білл Валлі; Джо Меноскі                          | 13 жовтня 1999     | 3.5                  |
| 5     | 126        | «Alice» «Аліса»                                                  | Девід Лівінгстон    | Джилліан Делейн, Браян Фуллер, Майкл Тейлор      | 20 жовтня 1999     | 3.5                  |
| 6     | 127        | «Riddles» «Загадки»                                              | Роксан Доусон       | Андре Борманіс; Роберт Догерті                   | 3 листопада 1999   | 3.4                  |
| 7     | 128        | «Dragon’s Teeth» «Зуби дракона»                                  | Вінріх Колбе        | Майкл Тейлор                                     | 10 листопада 1999  | 3.6                  |
| 8     | 129        | «One Small Step» «Один маленький крок»                           | Роберт Пікардо      | Майк Воллаегер, Джессіка Скотт                   | 17 листопада 1999  | 3.7                  |
| 9     | 130        | «The Voyager Conspiracy» «Змова “Вояджера”»                      | Террі Вінделл       | Джо Меноскі                                      | 24 листопада 1999  | 3.6                  |
| 10    | 131        | «Pathfinder» «Слідопит»                                          | Майк Вейяр          | Девід Забель                                     | 1 грудня 1999      | 4.0                  |
| 11    | 132        | «Fair Haven» «Фейр-Хевен»                                        | Аллан Крокер        | Робін Бернхайм                                   | 12 січня 2000      | 3.4                  |
| 12    | 133        | «Blink of an Eye» «Миттєвість ока»                               | Габріель Бомонт     | Майкл Тейлор; Джо Меноскі                        | 19 січня 2000      | 3.7                  |
| 13    | 134        | «Virtuoso» «Віртуоз»                                             | Лес Ландау          | Раф Грін, Кеннет Біллер                          | 26 січня 2000      | 3.7                  |
| 14    | 135        | «Memorial» «Меморіал»                                            | Аллан Крокер        | Браннон Брага, Робін Бургер                      | 26 лютого 2000     | 3.8                  |
| 15    | 136        | «Tsunkatse» «Цункатсе»                                           | Майк Вейяр          | Роберт Догерті                                   | 9 лютого 2000      | 4.1                  |
| 16    | 137        | «Collective» «Колектив»                                          | Еллісон Лідді-Браун | Ендрю Шеппард Прайс; Марк Габерман; Майкл Тейлор | 16 лютого 2000     | 3.5                  |
| 17    | 138        | «Spirit Folk» «Народний дух»                                     | Девід Лівінгстон    | Браян Фуллер                                     | 23 лютого 2000     | 3.2                  |
| 18    | 139        | «Ashes to Ashes» «Попіл до попела»                               | Террі Вінделл       | Роберт Догерті                                   | 1 березня 2000     | 3.4                  |
| 19    | 140        | «Child’s Play» «Дитячі ігри»                                     | Майкл Вейяр         | Раф Грін                                         | 8 березня 2000     | 3.4                  |
| 20    | 141        | «Good Shepherd» «Добрий пастир»                                  | Вінріх Колбе        | Джо Меноскі, Діанна Гітто                        | 15 березня 2000    | 3.8                  |
| 21    | 142        | «Live Fast and Prosper» «Крадіть швидко і процвітайте»           | Левар Бартон        | Робін Бернхайм                                   | 19 квітня 2000     | 3.1                  |
| 22    | 143        | «Muse» «Муза»                                                    | Кліфф Бол           | Джо Меноскі, Майкл Вейяр                         | 26 квітня 2000     | 3.3                  |
| 23    | 144        | «Fury» «Фурія»                                                   | Джон Бруно          | Рік Берман; Браннон Брага                        | 3 травня 2000      | 3.4                  |
| 24    | 145        | «Life Line» «Лінія життя»                                        | Террі Вінделл       | Джон Бруно; Роберт Пікардо                       | 10 травня 2000     | 3.7                  |
| 25    | 146        | «The Haunting of Deck Twelve» «Привид дванадцятої палуби»        | Девід Лівінгстон    | Майк Суссман                                     | 17 травня 2000     | 3.0                  |
| 26    | 147        | «Unimatrix Zero, Part I» «Уніматриця Нуль-1»                     | Аллан Крокер        | Бреннон Брага, Джо Меноскі                       | 24 травня 2000     | 3.3                  |

Сезон 7 (2000—2001)
| № п/п | № в сезоні | Назва                                          | Режисер                  | Сценарист                                   | Оригінальний показ | Глядачів у США (млн) |
| ----- | ---------- | ---------------------------------------------- | ------------------------ | ------------------------------------------- | ------------------ | -------------------- |
| 1     | 148        | «Unimatrix Zero, Part II» «Уніматриця Нуль-2»  | Майк Вейяр               | Бреннон Брага; Джо Меноскі                  | 4 жовтня 2000      | 4.5                  |
| 2     | 149        | «Imperfection» «Недосконалість»                | Девід Лівінгстон         | Карлтон Істлейк, Роберт Догерті             | 11 жовтня 2000     | 3.6                  |
| 3     | 150        | «Drive» «Гонка»                                | Вінріх Колбе             | Майкл Тейлор                                | 18 жовтня 2000     | 3.7                  |
| 4     | 151        | «Repression» «Репресія»                        | Вінріх Колбе             | Марк Гаскелл Сміт                           | 25 жовтня 2000     | 3.2                  |
| 5     | 152        | «Critical Care» «Термінова допомога»           | Террі Вінделл            | Джеймс Кан                                  | 1 листопада 2000   | 3.4                  |
| 6     | 153        | «Inside Man» «Засланий козачок»                | Аллан Крокер             | Роберт Догерті                              | 8 листопада 2000   | 3.0                  |
| 7     | 154        | «Body and Soul» «Тіло і душа»                  | Роберт Дункан Макнейл    | Ерік А. Морріс; Філіс Стронг; Майк Суссман  | 15 листопада 2000  | 3.6                  |
| 8     | 155        | «Nightingale» «Найтінгейл»                     | Левар Бертон             | Андре Борманіс                              | 22 листопада 2000  | 2.8                  |
| 9—10  | 156        | «Flesh and Blood» «Плоть і кров»               | Майкл Веяр               | Браян Фуллер                                | 29 листопада 2000  | 3.4                  |
| 9—10  | 157        | «Flesh and Blood» «Плоть і кров»               | Девід Лівінгстон         | Раф Грін; Браян Фуллер                      | 29 листопада 2000  | 3.4                  |
| 11    | 158        | «Shattered» «Розламаний»                       | Террі Вінделл            | Майкл Тейлор і Майк Сусман                  | 17 січня 2001      | 2.8                  |
| 12    | 159        | «Lineage» «Походження»                         | Пітер Лаурітсон          | Джеймс Кан                                  | 24 січня 2001      | 2.8                  |
| 13    | 160        | «Repentance» «Покаяння»                        | Майк Веяр                | Роберт Догерті                              | 31 січня 2001      | 2.8                  |
| 14    | 161        | «Prophecy» «Пророцтво»                         | Террі Вінделл            | Ларрі Немечек; Майк Суссман; Філіс Стронг   | 7 лютого 2001      | 3.0                  |
| 15    | 162        | «The Void» «Пустота»                           | Майк Вейяр               | Раф Грін; Джеймс Кан                        | 14 лютого 2001     | 3.1                  |
| 16    | 162        | «Workforce, Part I» «Робоча сила. Частина 1.»  | Аллан Крокер             | Кеннет Біллер; Брайан Фуллер                | 21 лютого 2001     | 3.0                  |
| 17    | 163        | «Workforce, Part II» «Робоча сила. Частина 2.» | Роксан Доусон            | Кеннет Біллер; Майкл Тейлор                 | 28 лютого 2001     | 3.2                  |
| 18    | 164        | «Human Error» «Людська помилка»                | Кліф Болл                | Бреннон Брага; Андре Борманіс               | 7 березня 2001     | 3.4                  |
| 19    | 165        | «Q2» «К'ю2»                                    | Левар Бартон             | Роберт Догерті                              | 11 квітня 2001     | 3.0                  |
| 20    | 166        | «Author, Author» «Автора, Автора!»             | Девід Лівінгстон         | Філіс Стронг; Майк Суссман                  | 18 квітня 2001     | 2.9                  |
| 21    | 167        | «Friendship One» «Дружба-1»                    | Майкл Вейяр              | Майкл Тейлор, Брайан Фуллер                 | 25 квітня 2001     | 3.0                  |
| 22    | 168        | «Natural Law» «Закон природи»                  | Террі Вінделл            | Джеймс Кан                                  | 2 травня 2001      | 3.0                  |
| 23    | 169        | «Homestead» «Домашнє вогнище»                  | Левар Бартон             | Раф Грін                                    | 9 травня 2001      | 3.4                  |
| 24    | 170        | «Renaissance Man» «Людина епохи відродження»   | Майк Вейяр               | Філіс Стронг, Майк Зусман                   | 16 травня 2001     | 3.8                  |
| 25—26 | 171—172    | «Endgame» «Кінець гри»                         | Аллен Крокер; Рік Берман | Кеннет Біллер, Бреннон Брага, Роберт Доерті | 23 травня 2001     | 5.5                  |